# Big Bear Lake (Califórnia)
Big Bear Lake é uma cidade localizada no estado americano da Califórnia, no condado de San Bernardino. Foi incorporada em 28 de novembro de 1980.

## Geografia
De acordo com o United States Census Bureau, a cidade tem uma área de 16,9 km², onde 16,4 km² estão cobertos por terra e 0,5 km² por água.

### Localidades na vizinhança
O diagrama seguinte representa as localidades num raio de 32 km ao redor de Big Bear Lake.

## Clima
| Dados climáticos para Big Bear Lake, Califórnia, (1991–2020 normais, extremos 1914–presente) | Dados climáticos para Big Bear Lake, Califórnia, (1991–2020 normais, extremos 1914–presente) | Dados climáticos para Big Bear Lake, Califórnia, (1991–2020 normais, extremos 1914–presente) | Dados climáticos para Big Bear Lake, Califórnia, (1991–2020 normais, extremos 1914–presente) | Dados climáticos para Big Bear Lake, Califórnia, (1991–2020 normais, extremos 1914–presente) | Dados climáticos para Big Bear Lake, Califórnia, (1991–2020 normais, extremos 1914–presente) | Dados climáticos para Big Bear Lake, Califórnia, (1991–2020 normais, extremos 1914–presente) | Dados climáticos para Big Bear Lake, Califórnia, (1991–2020 normais, extremos 1914–presente) | Dados climáticos para Big Bear Lake, Califórnia, (1991–2020 normais, extremos 1914–presente) | Dados climáticos para Big Bear Lake, Califórnia, (1991–2020 normais, extremos 1914–presente) | Dados climáticos para Big Bear Lake, Califórnia, (1991–2020 normais, extremos 1914–presente) | Dados climáticos para Big Bear Lake, Califórnia, (1991–2020 normais, extremos 1914–presente) | Dados climáticos para Big Bear Lake, Califórnia, (1991–2020 normais, extremos 1914–presente) | Dados climáticos para Big Bear Lake, Califórnia, (1991–2020 normais, extremos 1914–presente) |
| Mês                                                                                          | Jan                                                                                          | Fev                                                                                          | Mar                                                                                          | Abr                                                                                          | Mai                                                                                          | Jun                                                                                          | Jul                                                                                          | Ago                                                                                          | Set                                                                                          | Out                                                                                          | Nov                                                                                          | Dez                                                                                          | Ano                                                                                          |
| -------------------------------------------------------------------------------------------- | -------------------------------------------------------------------------------------------- | -------------------------------------------------------------------------------------------- | -------------------------------------------------------------------------------------------- | -------------------------------------------------------------------------------------------- | -------------------------------------------------------------------------------------------- | -------------------------------------------------------------------------------------------- | -------------------------------------------------------------------------------------------- | -------------------------------------------------------------------------------------------- | -------------------------------------------------------------------------------------------- | -------------------------------------------------------------------------------------------- | -------------------------------------------------------------------------------------------- | -------------------------------------------------------------------------------------------- | -------------------------------------------------------------------------------------------- |
| Recorde alta °F (°C)                                                                         | 71 (22)                                                                                      | 72 (22)                                                                                      | 80 (27)                                                                                      | 82 (28)                                                                                      | 87 (31)                                                                                      | 98 (37)                                                                                      | 94 (34)                                                                                      | 93 (34)                                                                                      | 90 (32)                                                                                      | 85 (29)                                                                                      | 74 (23)                                                                                      | 70 (21)                                                                                      | 98 (37)                                                                                      |
| Média máxima °F (°C)                                                                         | 60.1 (15.6)                                                                                  | 60.3 (15.7)                                                                                  | 65.1 (18.4)                                                                                  | 72.2 (22.3)                                                                                  | 78.4 (25.8)                                                                                  | 85.8 (29.9)                                                                                  | 88.7 (31.5)                                                                                  | 86.5 (30.3)                                                                                  | 82.1 (27.8)                                                                                  | 75.5 (24.2)                                                                                  | 68.3 (20.2)                                                                                  | 61.8 (16.6)                                                                                  | 89.8 (32.1)                                                                                  |
| Média alta °F (°C)                                                                           | 46.1 (7.8)                                                                                   | 45.7 (7.6)                                                                                   | 51.2 (10.7)                                                                                  | 57.3 (14.1)                                                                                  | 65.8 (18.8)                                                                                  | 75.1 (23.9)                                                                                  | 79.7 (26.5)                                                                                  | 78.7 (25.9)                                                                                  | 73.0 (22.8)                                                                                  | 63.4 (17.4)                                                                                  | 53.5 (11.9)                                                                                  | 46.2 (7.9)                                                                                   | 61.31 (16.28)                                                                                |
| Média diária °F (°C)                                                                         | 34.8 (1.6)                                                                                   | 34.7 (1.5)                                                                                   | 39.1 (3.9)                                                                                   | 44.2 (6.8)                                                                                   | 51.5 (10.8)                                                                                  | 59.3 (15.2)                                                                                  | 65.1 (18.4)                                                                                  | 64.1 (17.8)                                                                                  | 58.5 (14.7)                                                                                  | 49.2 (9.6)                                                                                   | 40.6 (4.8)                                                                                   | 34.8 (1.6)                                                                                   | 47.99 (8.89)                                                                                 |
| Média baixa °F (°C)                                                                          | 23.6 (−4.7)                                                                                  | 23.7 (−4.6)                                                                                  | 27.0 (−2.8)                                                                                  | 31.0 (−0.6)                                                                                  | 37.2 (2.9)                                                                                   | 43.5 (6.4)                                                                                   | 50.5 (10.3)                                                                                  | 49.5 (9.7)                                                                                   | 44.0 (6.7)                                                                                   | 35.0 (1.7)                                                                                   | 27.8 (−2.3)                                                                                  | 23.5 (−4.7)                                                                                  | 34.69 (1.5)                                                                                  |
| Média mínima °F (°C)                                                                         | 9.1 (−12.7)                                                                                  | 9.8 (−12.3)                                                                                  | 14.1 (−9.9)                                                                                  | 20.1 (−6.6)                                                                                  | 27.0 (−2.8)                                                                                  | 33.4 (0.8)                                                                                   | 40.2 (4.6)                                                                                   | 39.3 (4.1)                                                                                   | 32.5 (0.3)                                                                                   | 24.5 (−4.2)                                                                                  | 15.4 (−9.2)                                                                                  | 10.1 (−12.2)                                                                                 | 4.9 (−15.1)                                                                                  |
| Recorde baixa °F (°C)                                                                        | −25 (−32)                                                                                    | −16 (−27)                                                                                    | −12 (−24)                                                                                    | −7 (−22)                                                                                     | 15 (−9)                                                                                      | 22 (−6)                                                                                      | 28 (−2)                                                                                      | 28 (−2)                                                                                      | 19 (−7)                                                                                      | 10 (−12)                                                                                     | −15 (−26)                                                                                    | −14 (−26)                                                                                    | −15 (−26)                                                                                    |
| Média precipitação pol. (mm)                                                                 | 4.51 (114.6)                                                                                 | 4.39 (111.5)                                                                                 | 2.37 (60.2)                                                                                  | 0.78 (19.8)                                                                                  | 0.42 (10.7)                                                                                  | 0.15 (3.8)                                                                                   | 0.69 (17.5)                                                                                  | 0.82 (20.8)                                                                                  | 0.40 (10.2)                                                                                  | 0.79 (20.1)                                                                                  | 1.35 (34.3)                                                                                  | 3.31 (84.1)                                                                                  | 19.98 (507.6)                                                                                |
| Queda de neve média pol. (cm)                                                                | 13.4 (34)                                                                                    | 14.3 (36.3)                                                                                  | 11.7 (29.7)                                                                                  | 3.0 (7.6)                                                                                    | 0.6 (1.5)                                                                                    | 0.0 (0)                                                                                      | 0.0 (0)                                                                                      | 0.0 (0)                                                                                      | 0.0 (0)                                                                                      | 1.2 (3)                                                                                      | 3.4 (8.6)                                                                                    | 11.0 (27.9)                                                                                  | 58.6 (148.6)                                                                                 |
| Média de dias de precipitação (≥ 0.01 in)                                                    | 6.6                                                                                          | 6.8                                                                                          | 5.5                                                                                          | 3.7                                                                                          | 2.0                                                                                          | 0.7                                                                                          | 2.6                                                                                          | 2.8                                                                                          | 2.0                                                                                          | 2.2                                                                                          | 2.9                                                                                          | 5.5                                                                                          | 43.3                                                                                         |
| Média de dias ensolarados (≥ 0.1 in)                                                         | 3.5                                                                                          | 3.5                                                                                          | 2.7                                                                                          | 1.2                                                                                          | 0.3                                                                                          | 0.1                                                                                          | 0.0                                                                                          | 0.0                                                                                          | 0.0                                                                                          | 0.3                                                                                          | 1.1                                                                                          | 3.3                                                                                          | 16.0                                                                                         |
| Fonte: NOAA                                                                                  |                                                                                              |                                                                                              |                                                                                              |                                                                                              |                                                                                              |                                                                                              |                                                                                              |                                                                                              |                                                                                              |                                                                                              |                                                                                              |                                                                                              |                                                                                              |

## Demografia
Segundo o censo nacional de 2010, a sua população é de 5 019 habitantes e sua densidade populacional é de 305,17 hab/km². É a cidade que, em 10 anos, teve a maior redução populacional do condado de San Bernardino. Possui 9 705 residências, que resulta em uma densidade de 590,10 residências/km².